# Österreichische Fußball-Frauenmeisterschaft 2018/19
Die österreichische Fußball-Frauenmeisterschaft wurde 2018/19 zum 47. Mal nach der 35-jährigen Pause zwischen 1938 und 1972 ausgetragen. Die höchste Spielklasse ist die ÖFB Frauen-Bundesliga und wurde zum 6. Mal durchgeführt. Die zweithöchste Spielklasse (2. Liga), in dieser Saison die 40. Auflage, wurde in zwei regionale Ligen unterteilt, wobei die 2. Liga Mitte/West zum 10. Mal und die 2. Liga Ost/Süd zum 8. Mal durchgeführt wurde. Die Saison dauert von Mitte August bis Mitte Juni.
Österreichischer Fußballmeister wurde zum 5. Mal in Folge SKN St. Pölten. Die Meister der zweithöchsten Spielklasse wurden RW Rankweil (Mitte/West) und SV Horn (Ost/Süd). In den Relegationsspielen konnte sich SV Horn durchsetzen und war somit berechtigt in der Saison 2019/20 in der ÖFB Frauen-Bundesliga zu spielen.

## Erste Leistungsstufe – ÖFB Frauen-Bundesliga

### Modus
Im Rahmen des im Meisterschaftsmodus durchgeführten Bewerbes spielte jede Mannschaft zweimal gegen jede teilnehmende gegnerische Mannschaft (Hin- und Rückrunde). Das Heimrecht ergab sich durch die Auslosung.

### Saisonverlauf
Die ÖFB Frauen-Bundesliga endete, wie auch die letzten Saisonen davor, mit dem Meistertitel für den SKN St. Pölten, der mit 52 Punkten und einem Torverhältnis von plus 67 vor dem SK Sturm Graz gewann.

### Abschlusstabelle
Die Meisterschaft endete mit folgendem Ergebnis:
| Pl.                            | Verein                          | Sp. | S  | U | N  | Tore    | Diff. | Punkte |
| ------------------------------ | ------------------------------- | --- | -- | - | -- | ------- | ----- | ------ |
| 1.                             | SKN St. Pölten Frauen (M, C)    | 18  | 17 | 1 | 0  | 077:100 | +67   | 52     |
| 2.                             | SK Sturm Graz                   | 18  | 15 | 1 | 2  | 056:190 | +37   | 46     |
| 3.                             | SG USC Landhaus/FK Austria Wien | 18  | 11 | 3 | 4  | 039:220 | +17   | 36     |
| 4.                             | SV Neulengbach                  | 18  | 10 | 2 | 6  | 043:240 | +19   | 32     |
| 5.                             | SKV Altenmarkt                  | 18  | 6  | 5 | 7  | 029:300 | −1    | 23     |
| 6.                             | FC Wacker Innsbruck (R)         | 18  | 5  | 3 | 10 | 033:500 | −17   | 18     |
| 7.                             | FFC Vorderland                  | 18  | 5  | 2 | 11 | 031:580 | −27   | 17     |
| 8.                             | FC Bergheim Damen               | 18  | 4  | 1 | 13 | 026:390 | −13   | 13     |
| 9.                             | FC Südburgenland                | 18  | 3  | 3 | 12 | 023:630 | −40   | 12     |
| 10.                            | Union Kleinmünchen              | 18  | 3  | 1 | 14 | 011:530 | −42   | 10     |
| Stand: Endstand. Quelle: NOeFV |                                 |     |    |   |    |         |       |        |

| (M) | Österreichischer Fußball-Frauenmeister 2017/18 |
| (C) | ÖFB-Ladies-Cup-Sieger 2017/18                  |
| (R) | Gewinner der Relegation der Saison 2017/18     |

Qualifiziert über die Relegation
- 2. Liga Mitte/West – 2. Liga Ost/Süd: SV Horn (Relegation zur ÖFB Frauen-Bundesliga)

### Torschützenliste
Die Torschützenliste führte Fanny Vágó vor Mateja Zver und Franziska Thurner an
| Pl. | Nat.       | Spieler             | Verein                | Tore |
| --- | ---------- | ------------------- | --------------------- | ---- |
| 01. | Ungarn     | Fanny Vágó          | SKN St. Pölten Frauen | 24   |
| 02. | Slowenien  | Mateja Zver         | SKN St. Pölten Frauen | 19   |
| 03. | Osterreich | Franziska Thurner   | FC Südburgenland      | 13   |
| 04. | Osterreich | Modesta Uka         | SK Sturm Graz         | 10   |
| 05. | Osterreich | Stefanie Enzinger   | SKN St. Pölten Frauen | 10   |
| 06. | Osterreich | Katja Wienerroither | FC Bergheim Damen     | 10   |

## Zweite Leistungsstufe – 2. Liga
Die zweite Leistungsstufe bestand aus zwei Ligen, getrennt nach Regionen:
- 2. Liga Mitte/West mit den Vereinen aus Oberösterreich (OFV), Salzburg (SFV), Tirol (TFV) und Vorarlberg (VFV) und
- 2. Liga Ost/Süd mit den Vereine aus Burgenland (BFV), Kärnten (KFV), Niederösterreich (NÖFV), Steiermark (StFV) und Wien (WFV).

In der 2. Liga spielen maximal 24 Teams um den Aufstieg in die ÖFB Frauen-Bundesliga. In der Saison 2017/18 spielten insgesamt 13 Teams um den Aufstieg in die ÖFB Frauen-Bundesliga, 5 zweite Mannschaften von Vereinen waren nicht aufstiegsberechtigt.
Der allgemeine Modus sieht vor, dass in der jeweiligen Liga jedes Team gegeneinander antrat. Die Meister der beiden Ligen spielten in einer Relegation um den Aufstieg in die ÖFB Frauen-Bundesliga. Der Tabellenletzte der jeweiligen Liga stieg ab.

### 2. Liga Mitte/West

#### Modus
Im Rahmen des im Meisterschaftsmodus durchgeführten Bewerbes spielte jede Mannschaft zweimal gegen jede teilnehmende gegnerische Mannschaft (Hin- und Rückrunde). Das Heimrecht ergibt sich durch die Auslosung.

#### Saisonverlauf
Die RW Rankweil gewann die 2. Liga Mitte/West und ist berechtigt, die Relegation für die ÖFB Frauen-Bundesliga für die Saison 2019/20 zu spielen.

#### Abschlusstabelle
Die Meisterschaft endete mit folgendem Ergebnis:
| Pl.                          | Verein                     | Sp. | S  | U | N  | Tore    | Diff. | Punkte |
| ---------------------------- | -------------------------- | --- | -- | - | -- | ------- | ----- | ------ |
| 1.                           | RW Rankweil                | 15  | 12 | 1 | 2  | 077:120 | +65   | 37     |
| 2.                           | Union Geretsberg           | 15  | 10 | 2 | 3  | 044:210 | +23   | 32     |
| 3.                           | FC Wacker Innsbruck II (N) | 15  | 7  | 3 | 5  | 033:280 | +5    | 24     |
| 4.                           | FC Bergheim Damen II       | 15  | 5  | 3 | 7  | 023:420 | −19   | 18     |
| 5.                           | FFC Vorderland II (N)      | 15  | 5  | 1 | 9  | 025:460 | −21   | 16     |
| 6.                           | USK Hof (N)                | 15  | 1  | 0 | 14 | 021:740 | −53   | 03     |
| Stand: Endstand. Quelle: OFV |                            |     |    |   |    |         |       |        |

| (N) | Aufsteiger aus der Landesliga |

Qualifiziert über die Relegation
- Landesligen der 2. Liga Mitte/West: kein Aufsteiger (Relegation zur 2. Liga Mitte/West)

#### Torschützenliste
In der 2. Liga Mitte/West war Sheila Sánchez Pose die beste Torschützin:
| Pl. | Nat.                              | Spieler             | Verein                 | Tore |
| --- | --------------------------------- | ------------------- | ---------------------- | ---- |
| 01. | Spanien                           | Sheila Sánchez Pose | RW Rankweil            | 18   |
| 02. | Osterreich                        | Jennifer Mayr       | Union Geretsberg       | 16   |
| 03. | Osterreich                        | Carina Gasparini    | RW Rankweil            | 14   |
| 04. | Vereinigtes Konigreich Osterreich | Eileen Campbell     | RW Rankweil            | 13   |
| 05. | Osterreich                        | Sabina Pröller      | FC Wacker Innsbruck II | 10   |
| 06. | Osterreich                        | Laura Hartlieb      | FC Wacker Innsbruck II | 10   |

### 2. Liga Ost/Süd

#### Modus
Im Rahmen des im Meisterschaftsmodus durchgeführten Bewerbes spielte jede Mannschaft zweimal gegen jede teilnehmende gegnerische Mannschaft (Hin- und Rückrunde). Das Heimrecht ergibt sich durch die Auslosung.

#### Saisonverlauf
Der SV Horn gewann die 2. Liga Mitte/West und ist berechtigt die Relegation für die ÖFB Frauen-Bundesliga für die Saison 2018/19 zu spielen.

#### Abschlusstabelle
Die Meisterschaft endete mit folgendem Ergebnis:
| Pl.                            | Verein                             | Sp. | S  | U  | N  | Tore    | Diff. | Punkte |
| ------------------------------ | ---------------------------------- | --- | -- | -- | -- | ------- | ----- | ------ |
| 1.                             | SV Horn                            | 22  | 13 | 6  | 3  | 060:220 | +38   | 45     |
| 2.                             | SG USC Landhaus/FK Austria Wien II | 22  | 12 | 6  | 4  | 041:250 | +16   | 42     |
| 3.                             | FSK St. Pölten-Spratzern II        | 22  | 12 | 5  | 5  | 064:270 | +37   | 41     |
| 4.                             | First Vienna FC Frauen (RG)        | 22  | 11 | 5  | 6  | 046:230 | +23   | 38     |
| 5.                             | FC Altera Porta                    | 22  | 9  | 7  | 6  | 038:290 | +9    | 34     |
| 6.                             | Wildcats Krottendorf               | 22  | 7  | 7  | 8  | 032:360 | −4    | 28     |
| 7.                             | LUV Graz (A)                       | 22  | 7  | 6  | 9  | 040:440 | −4    | 27     |
| 8.                             | Carinthians Spittal (RV)           | 22  | 5  | 11 | 6  | 027:290 | −2    | 26     |
| 9.                             | SKV Altenmarkt II                  | 22  | 6  | 7  | 9  | 023:390 | −16   | 25     |
| 10.                            | SG Magdalensberg (N)               | 22  | 7  | 3  | 12 | 031:420 | −11   | 24     |
| 11.                            | SK Sturm Graz II 2LOS1             | 22  | 5  | 3  | 14 | 034:580 | −24   | 18     |
| 12.                            | ASK Eggendorf 2LOS2                | 22  | 2  | 6  | 14 | 023:850 | −62   | 12     |
| Stand: Endstand. Quelle: NOeFV |                                    |     |    |    |    |         |       |        |

| (A)  | Absteiger aus der Bundesliga 2017/18        |
| (RV) | Verlierer der Relegation der Saison 2017/18 |
| (N)  | Neueinsteiger aus der Kärntner Liga         |
| (RG) | Gewinner der Relegation der Saison 2017/18  |

Qualifiziert über die Relegation
- Landesligen der 2. Liga Ost/Süd: Wiener Sport-Club, SC Neusiedl am See (Relegation zur 2. Liga Ost/Süd)

#### Torschützenliste
In der 2. Liga Ost/Süd traf Sarah Mattner-Trembleau vor Veronika Sluková, Karina Bauer und Julia Herndler die meisten Tore.
| Pl. | Nat.        | Spieler                 | Verein                 | Tore |
| --- | ----------- | ----------------------- | ---------------------- | ---- |
| 01. | Deutschland | Sarah Mattner-Trembleau | First Vienna FC Frauen | 17   |
| 02. | Slowakei    | Veronika Sluková        | SV Horn                | 15   |
| 03. | Osterreich  | Karina Bauer            | SV Horn                | 15   |
| 04. | Osterreich  | Julia Herndler          | SV Horn                | 15   |
| 05. | Osterreich  | Julia Wagner            | SK Sturm Graz II       | 13   |

## Relegation

### Relegation zur ÖFB Frauen-Bundesliga
Die Relegation zur ÖFB Frauen-Bundesliga bestritten der Meister der 2. Liga Mitte/West, RW Rankweil, und der Meister der 2. Liga Ost/Süd, SV Horn.
| Datum                                     |                    | Gesamt |                | Hinspiel  | Rückspiel |
| ----------------------------------------- | ------------------ | ------ | -------------- | --------- | --------- |
| 09. Juni 2019, 11:00 15. Juni 2019, 14:00 | RW Rankweil (2LMW) | 1:3    | SV Horn (2LOS) | 0:2 (0:1) | 1:1 (1:1) |

| Legende: (2LMW): 2. Liga Mitte/West, (2LOS): 2. Liga Ost/Süd |

### Relegation zur 2. Liga Mitte/West
Sowohl in der Landesliga Mitte-Region als auch in der Landesliga West-Region zur neuen bundesweiten 2. Liga wurden keine Relegationsspiele ausgespielt. Es fanden sich keine Vereine, die ohne Relegation aufsteigen wollten.

### Relegation zur 2. Liga Ost/Süd
Sowohl in der Landesliga Ost-Region als auch in der Landesliga Süd-Region zur neuen bundesweiten 2. Liga wurden keine Relegationsspiele ausgespielt. Da in der Landesliga Mitte-Region als auch in der Landesliga West-Region kein Verein aufsteigen wollten, nahmen Wiener Sport-Club als Meister der Wiener Frauen-Landesliga und SC Neusiedl am See als Vizemeister der Wiener Frauen-Landesliga die Chance wahr in der 2. Liga 2019/20 zu starten.